# جيف كيمب
جيف كيمب (بالإنجليزية: Jeff Kemp) هو لاعب كرة قدم أمريكية أمريكي، ولد في 11 يوليو 1959 في سانتا آنا في الولايات المتحدة.

## وصلات خارجية
- جيف كيمب على موقع مرجع كرة القدم المحترفة.كوم (الإنجليزية)
- جيف كيمب على موقع IMDb (الإنجليزية)